# Boss of All Bosses
Boss of All Bosses è il secondo album solista del rapper statunitense Slim Thug, pubblicato nel 2009.
Accolto positivamente dalla critica, ottiene anche un buon successo commerciale, riuscendo a vendere 32 000 copie nella prima settimana.
| Recensione    | Giudizio   |
| ------------- | ---------- |
| AllMusic      | [ 1 ]      |
| Artistdirect  | [ 3 ]      |
| RapReviews    | [ 4 ]      |
| Houston Press | favorevole |

## Tracce
1. Boss of All Bosses – 3:16 (musica: Terry "T.A." Allen)
2. I'm Back (featuring Devin the Dude) – 3:40 (musica: Mr. Lee)
3. I Run (featuring Yelawolf) – 3:55 (musica: Jim Jonsin)
4. Show Me Love (featuring Mannie Fresh) – 3:53 (musica: Mannie Fresh)
5. Smile – 3:12 (musica: Jim Jonsin)
6. Top Drop (featuring Paul Wall) – 4:13 (musica: Mr. Rogers)
7. Thug – 3:50 (musica: Mr. Lee)
8. Leanin' (featuring UGK) – 4:46 (musica: Mr. Lee)
9. My Bitch – 4:00 (musica: Mr. Lee)
10. Associates (featuring Z-Ro & J-Dawg) – 4:33 (musica: Bigg Tyme, J. Moses)
11. Hard (featuring Scarface & J-Dawg) – 4:07 (musica: Mr. Lee)
12. She Like That (featuring Killa Kyleon) – 4:41 (musica: Mr. Lee)
13. Welcome 2 Houston (featuring Chamillionaire, Paul Wall, Mike Jones, UGK, Lil' Keke, Z-Ro, Trae, Rob G, Lil' O, Big Pokey, Mike D & Yung Redd) – 8:57 (musica: Mr. Lee)

Tracce bonus su iTunes
1. Perfect 10 – 3:16 (musica: Cory Mo)
2. Gotta Get It – 3:30 (musica: Hi-Tek)

## Classifiche
| Classifica (2009)         | Posizione massima |
| ------------------------- | ----------------- |
| Stati Uniti               | 15                |
| US Independent Albums     | 1                 |
| US Tastemakers            | 10                |
| US Top Rap Albums         | 2                 |
| US Top R&B/Hip-Hop Albums | 4                 |